# Johann Kirner
Johann „Hans“ Franz Kirner (* 27. November 1923 in Donawitz; † 26. November 2016 in Wien) war ein österreichischer Landesbediensteter (Bezirkshauptmannschaft Leoben) und Politiker (SPÖ).
Vom 23. Oktober 1978 bis zum 16. Mai 1988 gehörte er dem steirischen Landtag in drei Gesetzgebungsperioden als Landtagsabgeordneter an.

## Leben und Wirken
Johann Kirner wurde am 27. November 1923 als Sohn des bei der ÖAMG in Donawitz beschäftigten Werksarbeiters (Eisenhobler) Johann Kirner (* 5. Juni 1894 in Blindendorf bei Ternitz; † 31. Dezember 1969 in Leoben) und dessen Ehefrau Maria (geborene Korak; * 11. Mai 1890 in Prävali, Österreich-Ungarn (später Jugoslawien); † 9. April 1980 in Leoben), die ebenfalls als Werksarbeiterin tätig war, in eine Arbeiterfamilie in Donawitz geboren und am 1. Dezember 1923 auf den Namen Johann Franz getauft. Seine Eltern hatten am 17. Februar 1920 in Donawitz geheiratet. Seine Großeltern väterlicherseits waren der Arbeiter Josef Kirner (* 1860; † ?) und dessen Ehefrau Anna (geborene Kobler; * 1867; † ?); zuständig nach Grafenbach (Bezirk Neunkirchen). Seine Großeltern mütterlicherseits waren der Werksarbeiter Josef Korak (* 1858; † ?) und dessen Ehefrau Katharina (geborene Rotter; * 1859; † ?); zuständig nach St. Ilgen bei Turiak (Bezirk Windischgraz).
Von klein auf war er vor allem mit seinem Spitznamen „Hans“ bekannt. Am 21. Juni 1936 wurde er in Leoben gefirmt. Nach dem Besuch der Volks- und der Hauptschule begann Kirner eine Huf- und Wagenschmiedlehre, die er mit der Gesellenprüfung erfolgreich abschloss. Aus gesundheitlichen Gründen wechselte er später jedoch den Beruf und war bis zu seiner Einberufung zur Wehrmacht, bei der er in weiterer Folge während des Zweiten Weltkriegs seinen Kriegsdienst versah, als Kanzleibediensteter in der Marktgemeinde Pottendorf angestellt. Während des Krieges gehörte er von 1941 bis 1945 dem Reichsarbeitsdienst und der Wehrmacht an und wurde in dieser Zeit zweimal verwundet und war daher 1942 sowie von Jänner 1945 bis zum Kriegsende in verschiedenen Lazaretten. Nach dem Krieg war er für etwa ein halbes Jahr Gendarm beim Gendarmerie-Hochgebirgsposten in Vordernberg, musste diese Stelle jedoch aufgrund einer Kriegsverletzung aufgeben, bevor er am 1. Juni 1946 seine Tätigkeit als Landesbeamter in der Bezirkshauptmannschaft Leoben begann und es dort bis zum Fachoberinspektor brachte. In ebendiesem Jahr, am 22. September 1946, heiratete er in Trofaiach, wo er zu diesem Zeitpunkt lebte, die aus Wien stammende Eugenie Sokele (* 29. Mai 1925), mit der er 1950 das einzige gemeinsame Kind, die Tochter Eugenie, bekam. Seit dessen Gründung 1949 gehörte er dem Obersteirischen Kulturbund mit Sitz in Leoben an und war von 1965 bis 1997 über drei Jahrzehnte hinweg dessen Präsident. Dieses Amt hatte er 1965 von Wilhelm „Willi“ Kadletz übernommen und war später selbst sogar zum Ehrenpräsidenten des Kulturbunds ernannt worden. In Kirners Amtszeit fiel unter anderem die Renovierung des Leobener Kalvarienbergs mitsamt seiner darauf befindlichen und in den 1840er Jahren errichteten Grabkapelle.
Kirner, der 1983 seinen Pensionsantritt hatte, engagierte sich bereits sehr früh für die Bereiche der Jugend-, Bildungs- und Kulturarbeit und schaffte in den frühen 1960er Jahren als Mitglied der SPÖ den Einzug in den Gemeinderat der Stadt Leoben, dem er dabei von 9. März 1962 bis ins Jahr 1990 angehörte. In dieser Zeit war er Mitglied zahlreicher Fachausschüsse und fungierte zudem von 3. Juli 1970 bis ins Jahr 1975 als Kulturreferent der Stadt Leoben. Zwischen 9. März 1962 und 14. Mai 1965 war er zudem Mitglied des Schulausschusses. Ab 9. März 1962 war er zudem Rechnungsprüfer bzw. Mitglied des Prüfungsausschusses. Dem Kulturausschuss gehörte er vom 23. Jänner 1964 bis zum 14. Mai 1965 als Mitglied, vom 14. Mai 1965 bis zum 26. Juni 1970 als Schriftführer-Stellvertreter und ab 26. Juni 1970 als Vorsitzender an. Im Kuratorium für die Verleihung des Ehrenringes der Stadt Leoben gehörte er ab dem 31. Jänner 1964 als Ersatzmann an. Darüber hinaus war er vom 31. Jänner 1964 bis zum 14. Mai 1965 Ersatzmann und vom 14. Mai 1965 bis zum 26. Juni 1970 Schriftführer-Stellvertreter des Verwaltungsausschusses für die Stadtwerke Leoben. In der Genossenschaftsvorstehung der Oberlandhalle fungierte er ab 14. Mai 1963 als Rechnungsprüfer.
Bei der Landtagswahl in der Steiermark 1978 schaffte er den Einzug in den steirischen Landtag und gehörte diesem in weiterer Folge bis zu seinem Ausscheiden am 16. Mai 1988 in drei verschiedenen Gesetzgebungsperioden (IX., X. und XI.) an. In dieser Zeit war er in zahlreichen verschiedenen Ausschüssen tätig und war etwa Obmann des Volksbildungsausschusses oder Mitglied im Ausschuss für Wissenschaft und Forschung sowie im Ausschuss für Jugend, Familie und Konsumentenschutz. Darüber hinaus fungierte er als Kultursprecher der SPÖ. Seine Jugend-, Bildungs- und Kulturarbeit schlug sich auf Orts-, später Bezirks-, Landes- und Bundesebene nieder. Als Gründungsmitglied, Mitarbeiter und Funktionär vieler Kulturorganisationen galt Kirner als versierter Kulturfachmann.
Ab 1948 war er Mitarbeiter des Musikvereins Leoben, in dem er ab 1964 als Kassier tätig war. Von 1978 bis 1987 führte er den Verein als Obmann, wurde anschließend im Jahr 1987 zum Ehrenmitglied ernannt und 1990 zum Ehrenobmann. Darüber hinaus war er ab 1986 Präsident des Österreichischen Arbeitersängerbundes Steiermark und ab 1985 Vorstandsmitglied des Montanhistorischen Vereins für Österreich. Weiters war er ab dem Jahr 1952 ein Vorstandsmitglied des Obersteirischen Trachtenverbandes und ab 1982 Präsident des Eisenbahner Sportvereins Leoben (ESV Leoben). Ab 1972 war er zudem ein Kuratoriumsmitglied des Steirischen Volksbildungswerkes. Darüber hinaus übte Kirner, der ab 1969 geschäftsführender Obmann des Fremdenverkehrsverbandes Leoben war, in verschiedenen Trachtenvereinen ehrenamtliche Funktionen aus.
Aufgrund seiner vielfachen Funktionen und sein umfangreiches Wirken wurde er im Laufe seines Lebens mehrfach geehrt und ausgezeichnet. So erhielt er etwa im Jahre 1973 das Ehrendiplom der Steiermärkischen Landesregierung für sein elfjähriges Wirken als Gemeinderat, gefolgt vom Goldenen Ehrenzeichen des Landes Steiermark im Jahr 1975. Im Jahre 1988 wurde er nicht nur mit dem Großen Goldenen Ehrenzeichen des Landes Steiermark ausgezeichnet, sondern war seit demselben Jahr Träger der Viktor-Adler-Plakette. Vom Verband der Gemeindevertretungen Steiermarks erhielt er 1991 die Ehrenmedaille in Gold. Im April 1993 hatte er die Erzherzog-Johann-Medaille in Bronze der Montanuniversität Leoben erhalten und wurde 1994 nicht nur mit der Ehrennadel in Gold mit Lorbeer des Österreichischen Sportkeglerbundes geehrt, sondern auch zum Ehrenbürger der Stadt Leoben ernannt.
Am 26. November 2016, einen Tag vor seinem 93. Geburtstag, starb Kirner in Wien und wurde im engsten Familienkreis beigesetzt.

## Auszeichnungen und Ehrungen (Auswahl)
- Ehrendiplom der Steiermärkischen Landesregierung: 1973
- Träger des Goldenen Ehrenzeichens des Landes Steiermark: 1975
- Träger des Großen Goldenen Ehrenzeichens des Landes Steiermark: 1988
- Träger der Viktor-Adler-Plakette: 1988
- Ehrenmedaille in Gold vom Verband der Gemeindevertretung Steiermarks: 1991
- Erzherzog-Johann-Medaille in Bronze der Montanuniversität Leoben: April 1993
- Ehrennadel in Gold mit Lorbeer des Österreichischen Sportkeglerbundes: 1994
- Ehrenbürger von Leoben: 1994